# Oxyrrhynchium clinocarpum
Oxyrrhynchium clinocarpum là một loài Rêu trong họ Brachytheciaceae. Loài này được (Taylor) Broth. mô tả khoa học đầu tiên năm 1909.